# Mark Berger (Judoka)
Marcus „Mark“ Berger (geboren am 3. Januar 1954 in Tscherniwzi, Ukrainische SSR) ist ein ehemaliger kanadischer Judoka. 
Mark Berger kam 1977 nach Kanada und erhielt 1980 die kanadische Staatsbürgerschaft. 1981 gewann er seinen ersten kanadischen Meistertitel im Schwergewicht. Bei den Judo-Weltmeisterschaften 1981 belegte er den siebten Platz in der offenen Klasse. 1983 gewann der 1,85 m große Athlet seinen zweiten kanadischen Meistertitel. Bei den Panamerikanischen Spielen 1983 siegte er im Schwergewicht. Die Judo-Weltmeisterschaften 1983 fanden in Moskau statt, Berger unterlag im Schwergewichts-Viertelfinale dem Niederländer Willy Wilhelm, den Kampf um Bronze verlor der Kanadier gegen den Rumänen Mihail Cioc. Der in Winnipeg trainierende Mark Berger wurde 1983 zu Manitobas Athlete of the Year gewählt.
1984 gewann Berger erneut den Titel bei den kanadischen Meisterschaften. Bei den Olympischen Spielen 1984 in Los Angeles unterlag er in seinem ersten Kampf dem späteren Olympiasieger Hitoshi Saitō aus Japan, mit Siegen über den Kameruner Isidore Silas und den Jugoslawen Radomir Kovačević sicherte sich Berger eine Bronzemedaille. 1985 gewann er zum zweiten Mal nach 1981 bei der Makkabiade. 1986 war er wieder kanadischer Meister. Im Finale der Commonwealth Games unterlag er 1986 dem Engländer Elvis Gordon. 
Nach einem Beinbruch beendete Mark Berger seine aktive Karriere und gründete einen eigenen Judoclub in Winnipeg. Seine Tochter Olia Berger gewann 2003 Bronze bei den Panamerikanischen Spielen.